# Aernout van Buchel

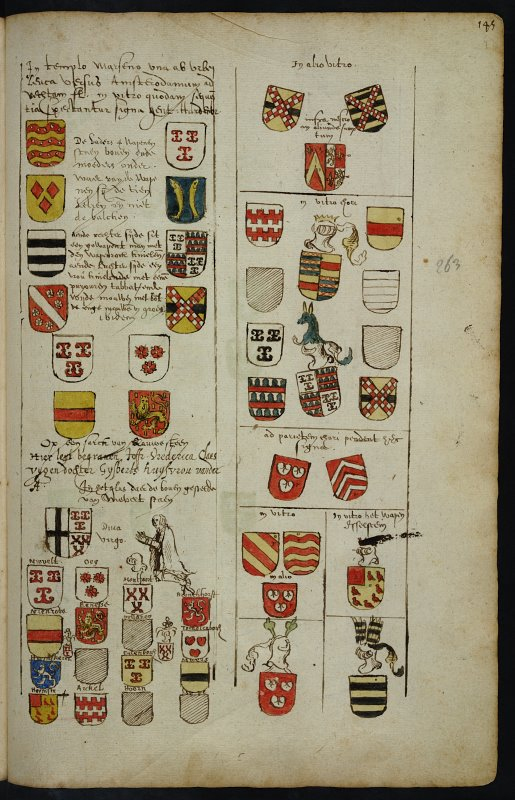
Pagina uit de Monumenta door Aernout van Buchel

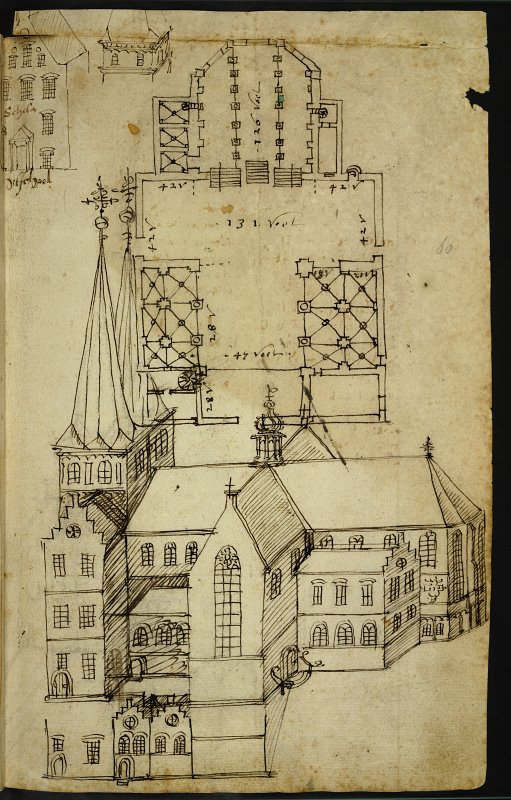
De in 1587 gesloopte Sint-Salvatorkerk omstreeks 1615 getekend door Aernout van Buchel

Aernout van Buchel (gelatiniseerd Arnoldus Buchelius) (Utrecht, 15 maart 1565 - aldaar, 15 juli 1641) was een Nederlands oudheidkundige, historicus en humanist, gespecialiseerd in genealogie en heraldiek.

## Leven
Buchel was een buitenechtelijk kind van een kanunnik van het Sint-Pieterkapittel in Utrecht. Hij volgde onderwijs aan de Utrechtse Hiëronymusschool en studeerde enige maanden in Leiden, maar zette in 1585 zette zijn studie in Frankrijk voort. Daar kwam hij in contact met onderzoekers die gefascineerd waren door Romeinse ruïnes, inscripties en handschriften. Hij vertrok naar Rome, waar hij allerlei wetenswaardigheden over gebouwen, inscripties en kunstwerken noteerde. In 1588 keerde hij terug naar Utrecht.
Aangezet door de sloop en vernielingen van gebouwen en kunstwerken na de Reformatie, begon hij in tekst en tekeningen vast te leggen wat hij tegenkwam aan bedreigde opschriften, grafzerken, wapenborden en andere opmerkelijke zaken. Zo zijn een afbeelding en een beschrijving van de verdwenen Sint-Salvatorkerk in Utrecht aan hem te danken. Hij stelde een aantal manuscripten samen die van onschatbare waarde zijn voor het onderzoek naar verdwenen gebouwen en inventarissen.
Buchel heeft tijdens zijn leven nauwelijks iets gepubliceerd. Zijn boek over de bisschoppen van Utrecht, postuum uitgegeven, geldt nog steeds als een standaardwerk. Zijn dagboek tot 1600 werd in 1907 uitgegeven als 'Diarium' door G. Brom en L.A. van Langeraad. Tijdens zijn leven was hij een gerespecteerd geleerde, en naast Petrus Scriverius een van de eerste oudheidkundigen in Nederland.

## Bekende werken
De Monumenta passim in templis ac monasteriis Trajectinae urbis atque agri inventa behandelt oudheden in de stad Utrecht en enkele dorpen in de omgeving, zoals Kortenhoef, Maarssen, Houten, Maartensdijk, Westbroek, Tienhoven en Breukelen. Het manuscript wordt bewaard in Het Utrechts Archief.
De Inscriptiones monumentaque in templis et monasteriis Belgicis inventa gaat over opschriften in een aantal plaatsen in het Sticht, met name Amersfoort, Holland, vooral Leiden, maar ook Den Haag, Delft, Amsterdam, Rotterdam, en in Brabant, vooral Antwerpen, maar ook Leuven en Brussel. Het manuscript wordt bewaard in de Universiteitsbibliotheek Utrecht.
Van Buchelius zijn twee Alba Amicorum overgeleverd. Het ene album ligt in Berlijn, het andere in Leiden.